# César Caicedo
César Augusto Caicedo Solís (El Cerrito, Valle del Cauca, Colombia, 21 de octubre de 1994) es un futbolista colombiano. Juega de delantero y su equipo actual es el Unión Huaral de la Liga 2 de Perú.

## Trayectoria
A sus 18 años el jugador vallecaucano integró por corto tiempo las filas de las divisiones menores del Atlético Huila. En el año 2013 arribó Paraguay. Caicedo hizo su debut como futbolista profesional en Paraguay, donde vistió la camiseta del Guaraní, club donde inició su carrera profesional en enero de 2014 y en el segundo semestre del mismo año, fichó por el General Díaz, con el cual llegó a la segunda fase de la Copa Sudamericana 2014. En 2015, pasó al fútbol colombiano para disputar la Categoría Primera A con el Atlético Huila

## Clubes
| Club              | País     | Año           |
| ----------------- | -------- | ------------- |
| Guaraní           | Paraguay | 2014          |
| General Díaz      | Paraguay | 2014          |
| Atlético Huila    | Colombia | 2015          |
| San Lorenzo       | Paraguay | 2015          |
| General Caballero | Paraguay | 2016          |
| Bogotá F. C.      | Colombia | 2018          |
| Patriotas Boyacá  | Colombia | 2019          |
| Bogotá F. C.      | Colombia | 2019-2020     |
| Cortuluá          | Colombia | 2021          |
| Unión Huaral      | Perú     | 2022-presente |